# Dragor-Kloster

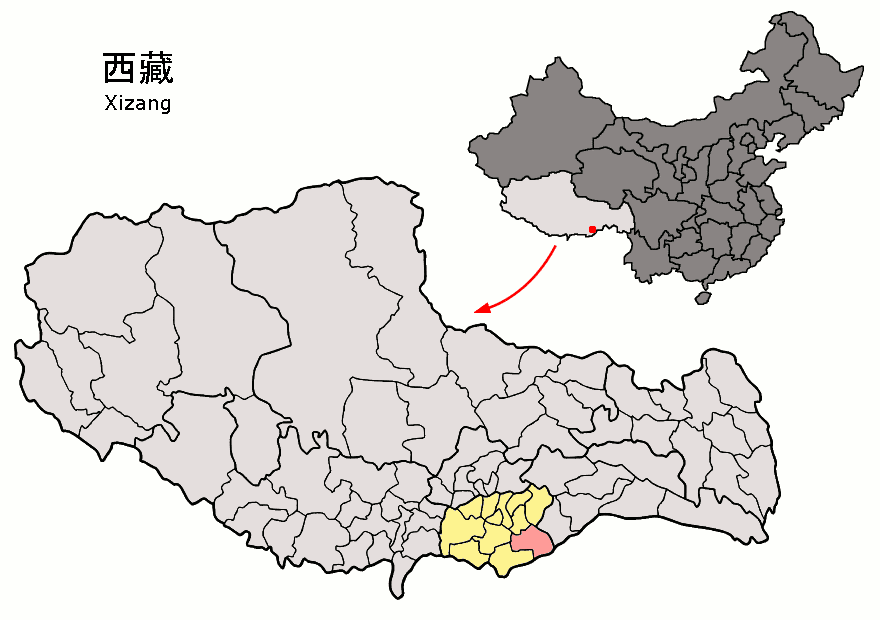
Lage des Kreises Lhünzê (rosa) im Bezirk Shannan (gelb) im Autonomen Gebiet Tibet

Das Dragor-Kloster (tib. bra gor dgon pa) oder Dragkar-Kloster (tib. brag dkar dgon pa) war früher ein Kloster der Kadam-Schule und ist heute ein Gelugpa-Kloster im Kreis Lhünzê (Lhüntse) von Shannan (Lhoka) in Tibet. Es wurde von Potowas (1031–1105) Schüler Geshe Dragkarwa (brag dkar ba; 1032–1111) an einer wichtigen Stätte der Kadam- und Shiche-Schule der Frühzeit der Späteren Verbreitung der Lehre gegründet. Es befindet sich auf einer Höhe von fast 4000 m. Es ist das traditionsreichste Kloster von Lhüntse.

## Dedrug Rinpoche
Eine wichtige Inkarnationsreihe des Klosters ist die der Dedrug Rinpoches, der gegenwärtige 6. Vertreter dieser Reihe, Jamyang Sherab Pelden ( 'jam dbyangs shes rab dpal ldan; 2005–) wurde 2010 inthronisiert. Der 5. Dedrug Rinpoche war Jampel Kelsang Gyatsho ( 'jam dpal bskal bzang rgya mtsho; 1934–2000).